# Intimismo

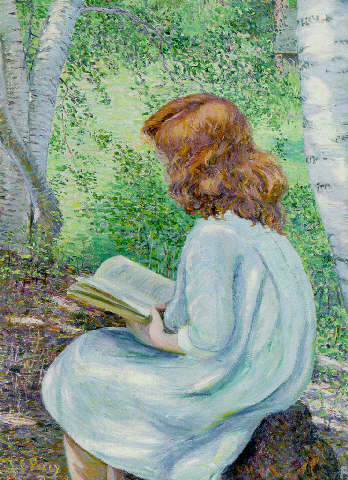
Bambina raccolta in lettura.

Con il termine intimismo si indica, nella critica letteraria e artistica, un atteggiamento e una tendenza propri di chi cerca di esprimere i moti dell'animo umano, i sentimenti e le emozioni in tutte le loro delicate e sottili sfumature attraverso la rappresentazione di ambienti e oggetti quotidiani e la descrizione di situazioni personali.
In altri ambiti come quello filosofico indica un'analisi rivolta alla propria interiorità.

## Origine del termine
Il vocabolo fu coniato per caratterizzare le atmosfere evocate dalle opere del pittore francese Pierre Bonnard e dei suoi colleghi e amici Édouard Vuillard, Lucien Simon e Maurice Denis. La costante predilezione che questo gruppo di artisti manifestò per le scene di interno e per la rappresentazione di aspetti di vita domestica colti nel loro carattere più segreto valse loro l'appellativo di intimisti.
Dal francese il termine passò a tutte le principali lingue europee, ma va precisato che temi e motivi che oggi definiremmo intimistici sono rinvenibili nelle letterature di ogni luogo e di ogni tempo. Basti pensare, per citare due esempi tratti dall'antichità classica, alle elegie di Mimnermo e di Albio Tibullo. Proprio l'elegia, che Dante nel De vulgari eloquentia definì "stile degli infelici", nel medioevo venne assumendo toni di delicata mestizia e modi umili e dimessi tanto che, nella retorica medievale, l'aggettivo elegiaco è, grosso modo, equivalente al moderno intimistico.
Il termine intimismo è stato usato per definire artisti e scrittori spesso diversissimi tra loro per collocazione storica, estrazione e sensibilità ma, a proposito di alcuni autori, c'è una certa convergenza nell'uso di tale vocabolo da parte dei critici.
In particolare, per quanto riguarda l'Italia, vengono spesso definiti intimisti
Giovanni Pascoli, con la sua nostalgia per il tepore del focolare domestico e per la semplice vita rurale del suo paese; Guido Gozzano e i crepuscolari con le loro descrizioni di soffitte polverose e quieti interni borghesi costellati di "piccole cose di pessimo gusto"; Giorgio Morandi e la sua continua rivisitazione degli stessi oggetti quotidiani (bottiglie e vasi di fiori) e dello stesso luogo a lui familiare (la piccola frazione appenninica di Grizzana).
Le correnti letterarie e artistiche "impegnate" (verismo, realismo, realismo socialista, ecc.) usano invece questo vocabolo sempre in un'accezione polemica e svalutativa: per esse tale atteggiamento è espressione di un vacuo sentimentalismo piccolo-borghese e di una sensibilità qualunquistica e superficiale che si risolve in una sterile e compiaciuta ricognizione del proprio piccolo mondo, avulsa dal contesto sociale e a questo quasi indifferente.

## Caratteristiche
L'intimismo non è una corrente letteraria né artistica, ma, come già detto, una tendenza e un atteggiamento rinvenibili in autori spesso assai diversi tra loro.
È possibile però coglierne alcuni aspetti peculiari confrontandolo ad altre tendenze che hanno percorso la storia della letteratura e dell'arte, rispetto alle quali si pone in posizione antitetica.
L'intimismo è un atteggiamento anti-retorico sia nella forma sia nei contenuti: rifugge i toni ampollosi e roboanti, non canta imprese eroiche né uomini eccezionali ma predilige la rappresentazione della vita di tutti i giorni, spesso in uno stile sfumato e dimesso.
A differenza dell'esotismo (che dal Romanticismo in poi, passando per Gauguin,  ebbe grande influenza sulla cultura europea), l'intimismo non subisce il fascino di ciò che è insolito, bizzarro, estraneo alla propria cultura o comunque lontano, ma riscopre e rivaluta il quotidiano, il banale e l'ordinario.
Diversamente dalle correnti che hanno subito l'influenza del positivismo, gli intimisti non hanno come obiettivo la rappresentazione oggettiva della realtà ma questa viene reinterpretata ed espressa alla luce del loro mondo interiore, filtrata dai ricordi, dalle emozioni e dagli stati d'animo, in modo necessariamente soggettivo.